# حکمرانی سوپرمن‌ها
حکمرانی سوپرمن‌ها (به انگلیسی: Reign of Supermen)، یک فیلم پویانمایی و انیمیشن از دی‌سی کامیکس و برادران وارنر است.

## داستان
داستان از جایی شروع می‌شود؛ که سوپرمن مرده و لوییس لین افسرده‌است؛ اما با ساخت یک اسلحهٔ تازه توسط لکس لوتر که می‌تواند سوپر من بعدی باشد همه چیز تغییر می‌کند و…

## اطلاعات فیلم
- تولید شده توسط: جیمز تاکر
- نویسنده‌ها: کیم شریدان و جیم کریگ
- بر اساس: شخصیت‌های شرکت دی سی کامیکس